# Шершнянська скеля
Шершня́нська ске́ля  — ботанічна пам'ятка природи місцевого значення в Україні. Об'єкт природно-заповідного фонду Вінницької області. 
Розташована в межах Тиврівського району Вінницької області, біля села Шершні. 
Площа 0,8 га. Оголошений відповідно до Рішення 11 сесії Вінницької облради 23 скликання від 17.12.1999 року. Перебуває у віданні Шершнівської сільської ради. 
Скеля розташована на правому березі річки Південний Буг і являє собою одиноку мальовничу вертикальну стінку заввишки до 15 м. Вона тріщинувата, заростання відбувається по вертикальних і горизонтальних глибоких тріщинах і полицях. У тріщинах формуються угруповання, де зростають аспленій північний, занесений до списку рідкісних та зникаючих рослин Вінницької області, багатоніжка звичайна, міхурниця ламка. У полицях зростають авринія скельна, костриця овеча, тонконіг стиснутий, перлівка трансільванська, костриця валійська з участю таких рослин: полин Дніпровський, полин австрійський, анізанта покрівельна, очиток Рупрехта, дзвоники персиколисті, цибуля овеча, перстач сріблястий, щавель горобиний, багатоніжка звичайна, папороть чоловіча. З чагарників трапляється кизильник чорноплідний.
2012 року Шершнівська скеля отримала у районному конкурсі туристичних принад статус «Перлина Тиврівщини».

## Галерея

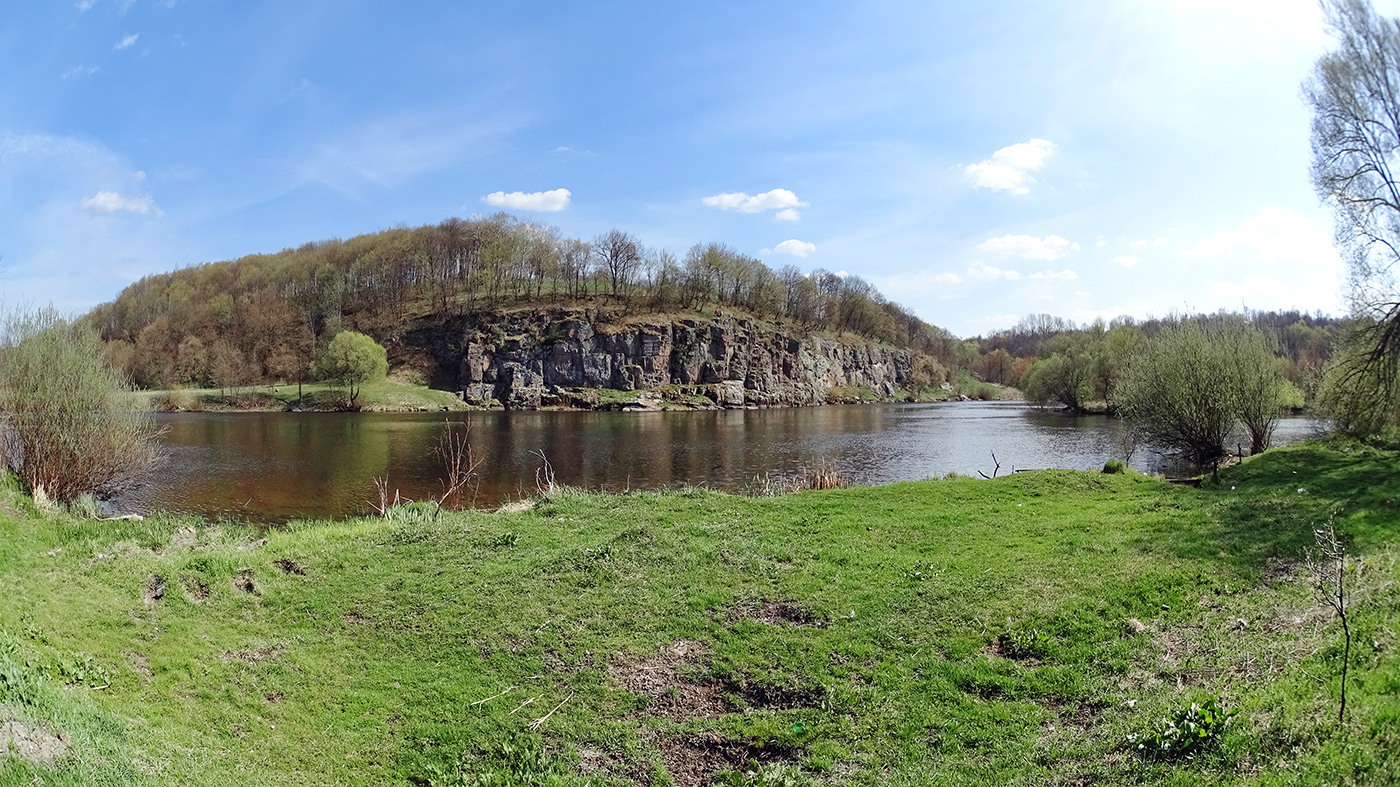
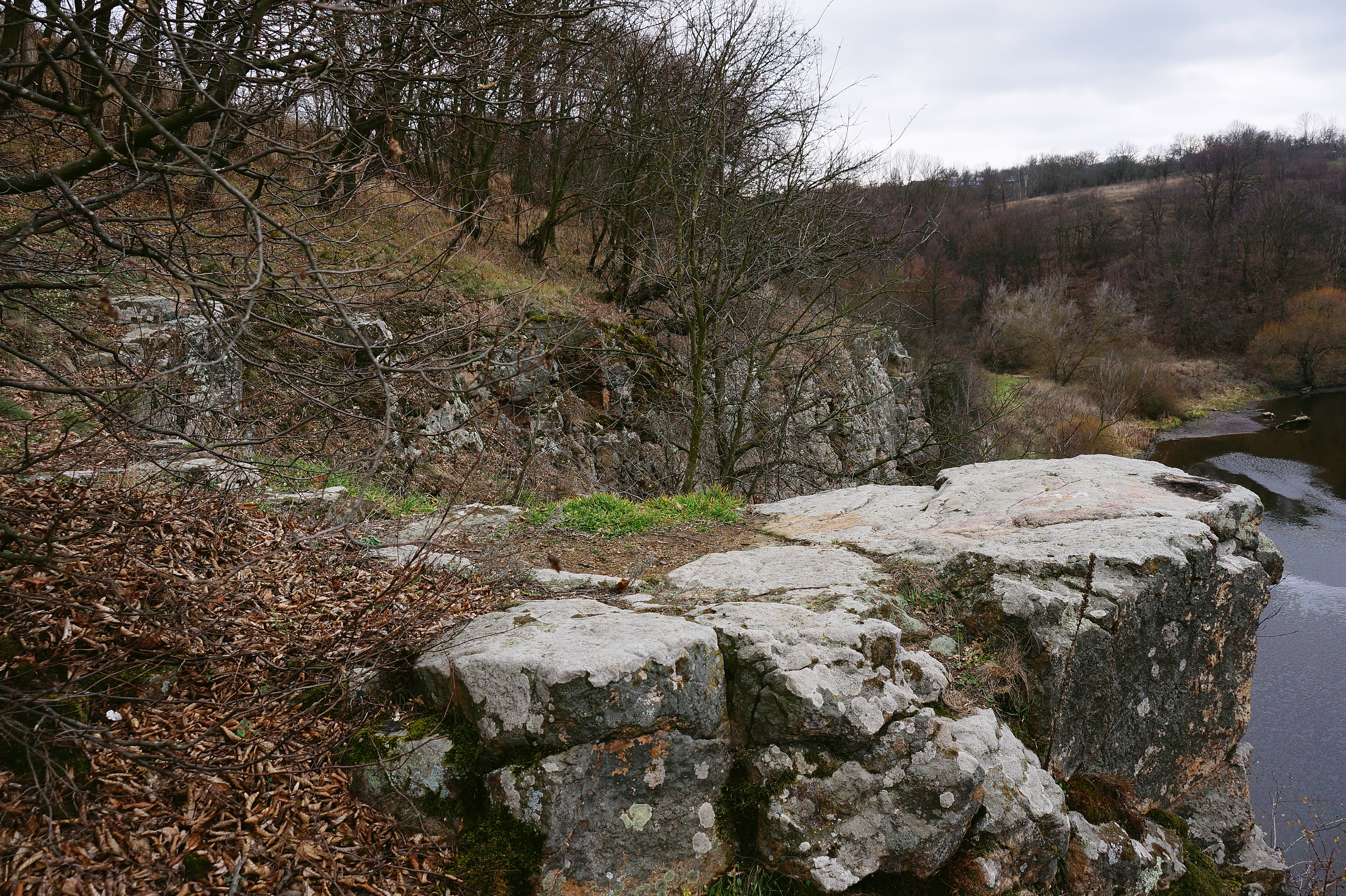
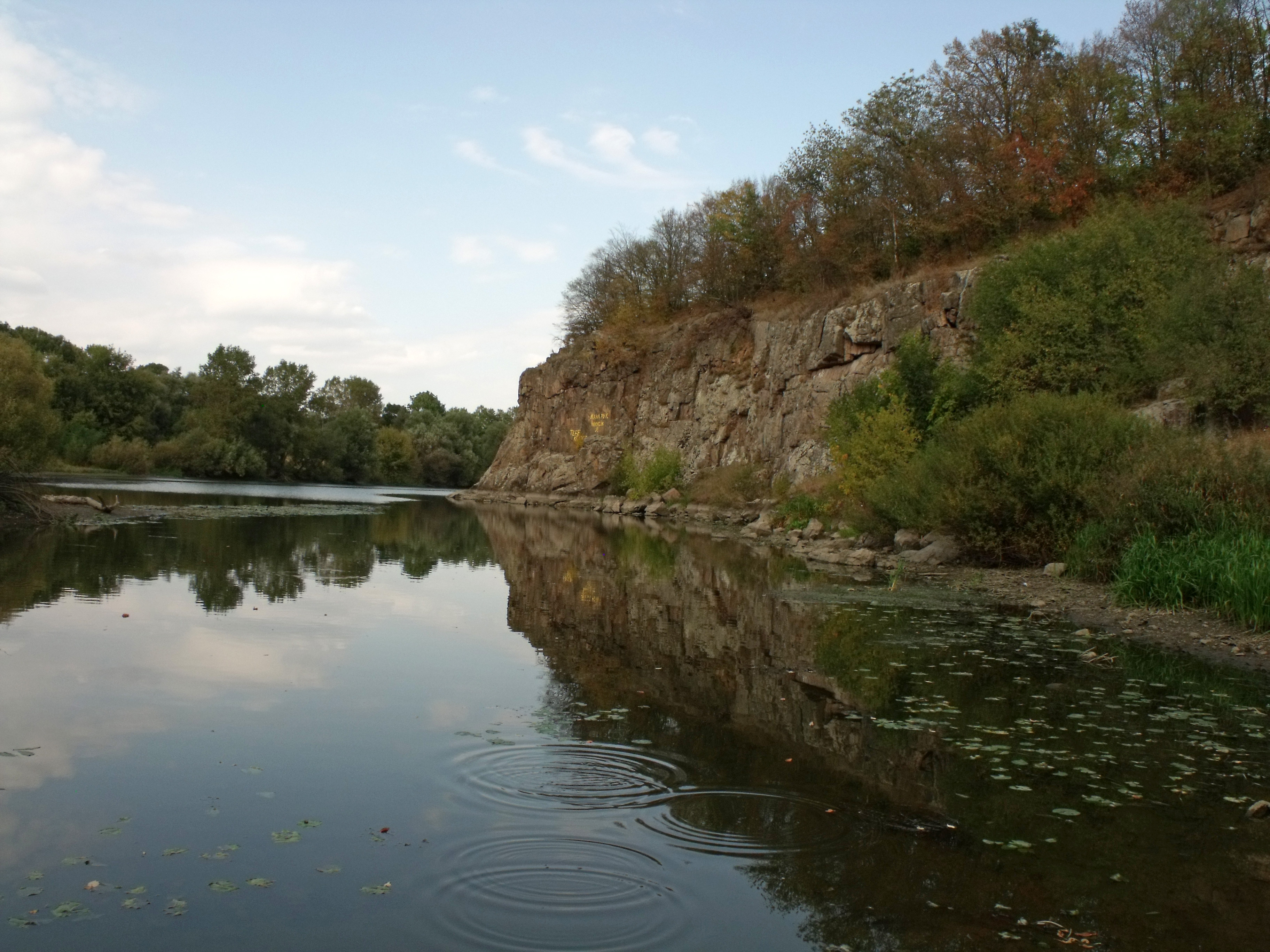
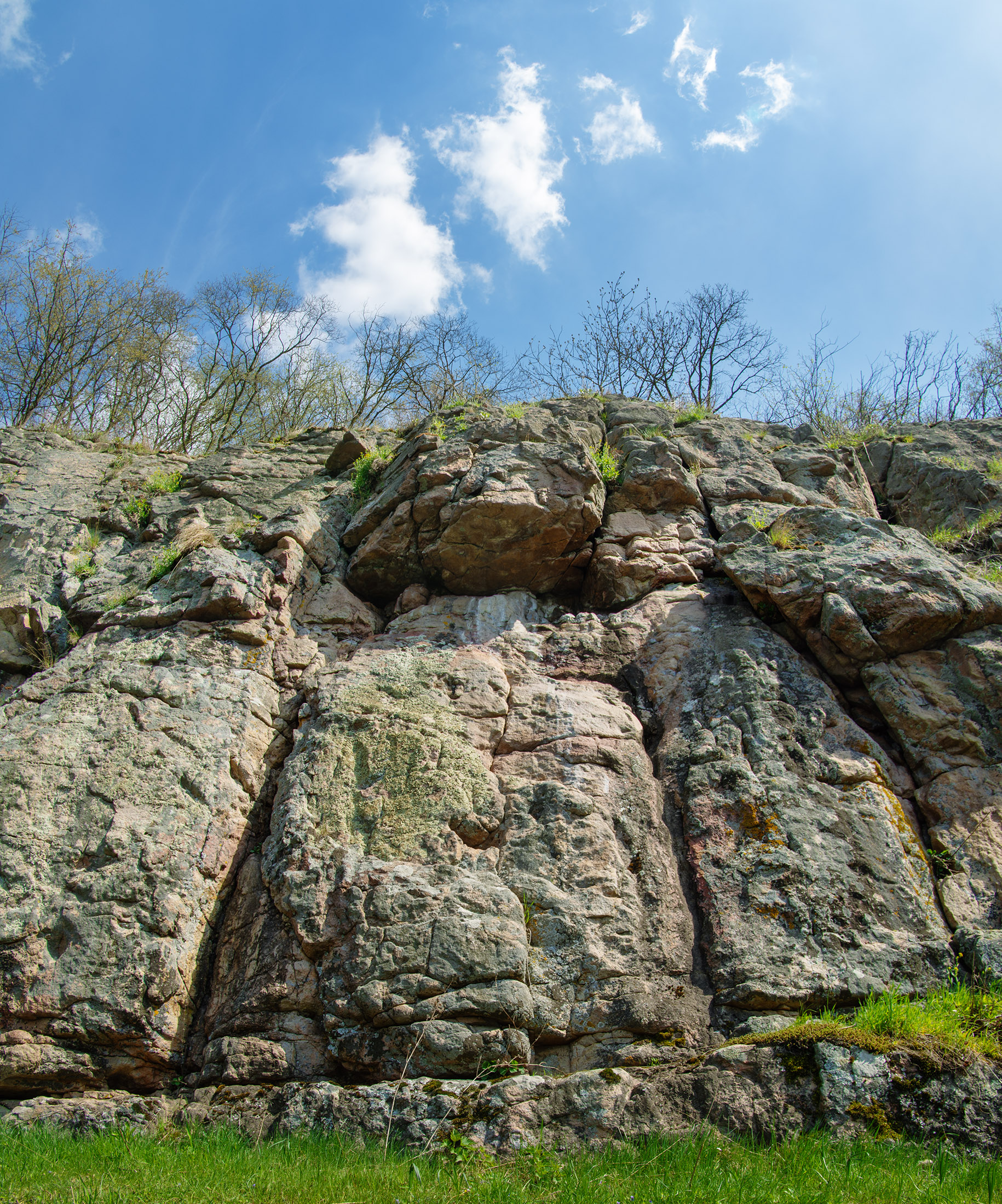